# WWE Draft (2011)
WWE Draft 2011 fue la séptima edición (última antes de su regreso en 2016, ya que meses después comenzó la SuperShow Era) del Draft de la empresa de lucha libre profesional WWE. El evento se realizó el lunes 25 de abril del 2011 en un show especial de RAW durante 2 horas en Raleigh, Carolina del Norte. Participaron las 2 marcas de la WWE: RAW y SmackDown!. Durante este programa, el Campeón en Parejas de la WWE The Big Show fue transferido de SmackDown! a RAW.

## Resultados
- Team SmackDown! (Brodus Clay, Drew McIntyre, Cody Rhodes, The Corre (Wade Barrett, Heath Slater & Ezekiel Jackson), Kofi Kingston, Chris Masters, & The Big Show & Kane) derrotó a Team RAW (Mason Ryan, Ted DiBiase, Sheamus, Daniel Bryan, Yoshi Tatsu, Evan Bourne, The Great Khali, Mark Henry Santino Marella & Vladimir Kozlov) en una 20-Man Battle Royal Match.
  - SmackDown! ganó la lucha cuando Show eliminó a Ryan.
  - Como resultado, SmackDown! ganó un cupo en el Draft.
- Eve Torres derrotó a Layla (con Michelle McCool).
  - Torres cubrió a Layla con un "Roll-Up".
  - Durante la lucha, Michael Cole agarró un micrófono y habló durante la lucha, distrayendo al público.
  - Durante la lucha, McCool distrajo a Layla.
  - Después de la lucha, Layla atacó a McCool.
  - Como resultado, RAW ganó un cupo en el Draft.
- Kofi Kingston derrotó a Sheamus.
  - Kingston cubrió a Sheamus después de dos "Troubles in the Paradises".
  - Como resultado, SmackDown! ganó un cupo en el Draft.
  - El Campeonato de los Estados Unidos de Sheamus no estaba en juego.
- Jim Ross (con Jerry Lawler) derrotó a Sir Michael Cole (con Jack Swagger) por descalificación.
  - Cole fue descalificado cuando Swagger atacó a Ross.
  - Después de la lucha, Cole & Swagger atacaron a Ross, y Lawler atacó a Cole.
- Randy Orton derrotó a Dolph Ziggler (con Vickie Guerrero).
  - Orton cubrió a Ziggler, después de un "RKO".
  - Como resultado, SmackDown! recibió dos cupos en el Draft.
- Rey Mysterio derrotó a Wade Barrett.
  - Mysterio cubrió a Barrett, después de un "619" y un "Splash".
  - Como resultado, RAW ganó dos cupos en el Draft.
  - El Campeonato Intercontinental de Barrett no estaba en juego.
- Team RAW (CM Punk, Alberto Del Rio & The Miz) (con Ricardo Rodríguez & Alex Riley) derrotó a Team SmackDown! (John Cena, Christian & Mark Henry).
  - The Miz cubrió a Cena después de un "Skull Crushing Finale".
  - Durante la lucha, Henry atacó a Cena & Christian y abandonó el ring, traicionándolos y cambiando a heel.
  - Después de la lucha, Cena atacó a Riley, Rodríguez, Del Rio, Punk y The Miz.
  - Como resultado, RAW ganó un cupo en el Draft.

## Transferencias
| RAW (Anónimo)   | SmackDown! (Theodore Long) |
| --------------- | -------------------------- |
| Rey Mysterio    | John Cena                  |
| Big Show        | Randy Orton                |
| Alberto Del Rio | Mark Henry                 |
| John Cena       | Sin Cara                   |

Nota: John Cena que estaba en "Monday Night RAW", fue cambiado a "Friday Night Smackdown", pero esa misma noche, fue devuelto a "RAW"

## Draft Suplementario
| RAW (Anónimo) | SmackDown! (Theodore Long)         |
| ------------- | ---------------------------------- |
| Jack Swagger  | Daniel Bryan                       |
| Kelly Kelly   | The Great Khali (con Ranjin Singh) |
| JTG           | Jimmy Uso                          |
| Drew McIntyre | Alicia Fox                         |
| Curt Hawkins  | William Regal                      |
| Chris Masters | Yoshi Tatsu                        |
| Kofi Kingston | Natalya                            |
| Tyler Reks    | Jey Uso                            |
| Beth Phoenix  | Ted DiBiase                        |
| Alex Riley    | Tyson Kidd                         |
| Kane          | Tamina                             |
| Brodus Clay   | Sheamus                            |

## Post-Draft
- Después del Draft, se realizaron una series de cambios. Debido a su feudo con The Miz, Alex Riley fue transferido a RAW. Así mismo, Big Show fue trasladado a SmackDown por su feudo con Mark Henry. Además, Brodus Clay fue transferido a RAW. Kane fue transferido por su regreso a la WWE y Drew McIntyre fue transferido a Smackdown! debido a que en RAW casi no había aparecido.

| RAW (John Laurinaitis) | SmackDown! (Theodore Long) |
| ---------------------- | -------------------------- |
| Alex Riley             | Big Show                   |
| Brodus Clay            | Drew McIntyre              |
| Kane                   |                            |

## Campeonatos

### RAW
- Campeonato de la WWE.
- Campeonato de los Estados Unidos de la WWE.
- Campeonato de Divas de la WWE.
- Campeonato en Parejas de la WWE.

### SmackDown!
- Campeonato Mundial Peso Pesado de la WWE.
- Campeonato Intercontinental de la WWE.